# Le Boulot du diable
 (signalé en juin 2025).
Si vous disposez d'ouvrages ou d'articles de référence ou si vous connaissez des sites web de qualité traitant du thème abordé ici, merci de compléter l'article en donnant les références utiles à sa vérifiabilité et en les liant à la section « Notes et références ».
- Archive Wikiwix
- Bing
- Cairn
- DuckDuckGo
- E. Universalis
- Gallica
- Google
- G. Books
- G. News
- G. Scholar
- Persée
- Qwant
- (zh) Baidu
- (ru) Yandex
- (wd) trouver des œuvres sur Wikidata

Pour plus de détails, voir Fiche technique et Distribution.
Le Boulot du diable est un film français réalisé par Jean-Jacques Aublanc et sorti en 1986.

## Fiche technique
- Titre : Le Boulot du diable
- Réalisation : Jean-Jacques Aublanc
- Scénario : Jean-Claude Izzo
- Pays de production :  France
- Producteur délégué : Jean-Pierre Gallepe
- Durée : 56 minutes
- Date de sortie : France : 8 août 1986

## Distribution
- François Chaumette
- Maurice Garrel
- Robin Cook